# Stoffwechselvielfalt und individuelle Anpassungsfähigkeit

Elektronentransport am Beispiel der Cyanobakterien

Der internationale Fachbegriff dieses Lemmas lautet Primary nutritional groups deutsch: Stoffwechselvielfalt und individuelle Anpassungsfähigkeit.
Der Energiestoffwechsel von Tieren und von Pflanzen weist grundsätzliche Unterschiede auf. Pflanzen betreiben Photosynthese, während Tiere ihre Energie aus Nahrung gewinnen, die in der Atmungskette "verbrannt" wird. Diesem Unterschied liegen ganz unterschiedliche Stoffwechselwege zu Grunde. Noch größere Unterschiede zeigen sich, wenn man alle Lebewesen betrachtet, also nicht nur Eukaryoten (zu denen Tiere und Pflanzen gehören), sondern auch Prokaryoten (Bakterien und Archaeten). Dort gibt es Stoffwechseltypen, die Organismen Wachstum auch in Biotopen ermöglicht, wo pflanzliches und tierisches Leben nicht möglich ist.
| Redoxreaktion                                 | E'0(V) |
| --------------------------------------------- | ------ |
| CO + H2O → CO2 + 2H+ + 2e−                    | −0,54  |
| H2 → 2H+ + 2e−                                | −0,41  |
| Ferredoxinreduziert → Ferredoxinoxidiert + e− | −0,4   |
| NADPH + H+ → NADP+ + 2 e− + 2 H+              | −0,32  |
| H2S → S + 2H+ + 2 e−                          | −0,25  |
| S + 4 H2O → SO42− + 8 H+ + 8 e−               | −0,23  |
| NO2− + H2O → NO3− + 2 H+ + 2 e−               | +0,42  |
| NH4+ + 2 H2O → NO2− + 8 H+ + 6 e−             | +0,44  |
| Fe2+ → Fe3+ + e−                              | +0,78  |
| 2 H2O → O2 + 4 H+ + 4 e−                      | +0,86  |

| Tabellarische Übersicht der Stoffwechseltypen von Mikroorganismen |                         |                                  |                                  |                                  |                                                           |
| Funktion                                                          | Alternativen            | Bezeichnung des Stoffwechseltyps | Bezeichnung des Stoffwechseltyps | Bezeichnung des Stoffwechseltyps | Bezeichnung des Stoffwechseltyps                          |
| Energiequelle zur Regeneration von ATP                            | Licht                   | photo-                           |                                  |                                  | -trophe Aerobier/Anaerobier (mit/ohne O2 als e−-Akzeptor) |
| Energiequelle zur Regeneration von ATP                            | Redoxreaktion           | chemo-                           |                                  |                                  | -trophe Aerobier/Anaerobier (mit/ohne O2 als e−-Akzeptor) |
| Energiequelle zur Regeneration von ATP                            | elektrischer Strom      | elektro-                         |                                  |                                  | -trophe Aerobier/Anaerobier (mit/ohne O2 als e−-Akzeptor) |
| Elektronendonor für die Biosynthese                               | anorganische Substanzen |                                  | litho-                           |                                  | -trophe Aerobier/Anaerobier (mit/ohne O2 als e−-Akzeptor) |
| Elektronendonor für die Biosynthese                               | organische Verbindungen | organo-                          |                                  |                                  | -trophe Aerobier/Anaerobier (mit/ohne O2 als e−-Akzeptor) |
| Kohlenstoffquelle für die Biosynthese                             | CO2                     |                                  |                                  | auto-                            | -trophe Aerobier/Anaerobier (mit/ohne O2 als e−-Akzeptor) |
| Kohlenstoffquelle für die Biosynthese                             | organische Verbindungen | hetero-                          |                                  |                                  | -trophe Aerobier/Anaerobier (mit/ohne O2 als e−-Akzeptor) |

## Übersicht
Die Charakterisierung eines Stoffwechseltyps ergibt sich aus der Kombination der oben stehenden Bezeichnungen. Beispiel: Einen chemo-litho-autotrophen Stoffwechsel haben Organismen, die ATP durch chemische Reaktionen gewinnen und bei ihrer Biosynthese mit anorganischen Elektronendonatoren und CO2 auskommen. Menschen haben einen Chemo-organo-heterotrophen, kurz heterotrophen Stoffwechsel.
Tiefgreifende Stoffwechselunterschiede sind auch dafür verantwortlich, ob ein Organismus Luftsauerstoff (O2) zum Überleben braucht oder durch ihn gehemmt oder abgetötet wird.
- Aerobe Organismen benötigen Sauerstoff zur Atmung (Atmungskette).
- Anaerobier leben in Biotopen ohne Sauerstoff. Viele von ihnen können nur unter strikter Abwesenheit von O2 wachsen und sind obligat anaerob. Auch bei solchen Organismen kommen einmalige Stoffwechselwege (Anaerobe Atmung) vor.

## Begriffsklärung
Es gibt Organismen, die verschiedene Stoffwechselwege zur Verfügung haben und zum Beispiel im Licht phototroph, ansonsten chemotroph wachsen können.
Man bezeichnet ein solches Wachstum als mixotroph, wenn Organismen gleichzeitig dichotome Stoffwechselwege (photo/chemo, litho/organo, auto/hetero) nutzen können.

### Energiestoffwechsel
Alle bekannten Lebewesen benötigen eine Energiequelle, um Adenosintriphosphat (ATP) aus ADP zu regenerieren. Die ATP liefert dann die Energie für den Aufbau von Biomasse.
- Chemotrophe Lebewesen nutzen die chemische Energie ganz unterschiedlicher Substanzen zur Regeneration von ATP. Zu den chemotrophen Stoffwechselformen zählen aerobe Atmung, Gärung und anaerobe Atmung. Beispiele: Tiere, Pilze, Darmbakterien.
- Phototrophe Organismen gewinnen Energie primär durch Photosynthese aus Licht mit Hilfe von Pigmenten, können aber auch chemische Energie nutzen, z. B. aus körpereigenen Speicherstoffen. Beispiele sind Pflanzen und Cyanobakterien, daneben aber noch eine Vielfalt phototropher Mikroorganismen, die auch oft auch anaerob wachsen können.
  - Ein Spezialfall sind radiotrophe Pilze, die im Prinzip chemotroph sind. Sie können zusätzlich Energie aus ionisierender Strahlung gewinnen. Diese Form der Energiegewinnung wurde bisher nur für wenige Pilze mit dem Pigment Melamin beschrieben. Der Stoffwechselweg ist unklar.[4]

### Litho- und organotropher, auto- und heterotropher Stoffwechsel
- Organotrophe Organismen beziehen die Elektronendonatoren zur Regeneration von NADPH aus organischen Verbindungen. Insofern sie daraus meistens auch den Kohlenstoff zur Biosynthese beziehen, haben sie einen heterotrophen Stoffwechsel. Da beides in der Regel zusammen fällt, steht heterotroph synonym für die ungebräuchlichen Bezeichnungen organotroph und organoheterotroph.
  - Es gibt photoheterotrophe Mikroorganismen, die ihre Energie aus einer speziellen Art der Photosynthese beziehen.
  - In der Regel gewinnen heterotrophe Lebewesen ihre Energie aus biochemischen Reaktionen, sind also auch chemotroph. Insofern ist die Bezeichnung chemoorganoheterotroph nicht üblich.
- Einen lithotrophen Stoffwechsel haben
  - phototrophe Organismen, die mit Hilfe von Licht aus anorganischen Stoffen NADPH regenerieren. Eine herausragende Stellung nehmen Cyanobakterien und die von ihnen abstammenden pflanzlichen Chloroplasten ein, die phototroph NADPH durch Wasser gewinnen können (Hydrotrophie). Da sie ihre bei der Photosynthese CO2 in organischen Kohlenstoff umwandeln können (Kohlenstoffdioxid-Assimilation durch den Calvin-Zyklus), sind sie photo-litho-autotroph.
  - Auch viele chemolithotrophe Organismen sind autotroph, können CO2 assimilieren (Chemolithoautotrophie). Gelegentlich wird ihre Kohlenstoff-Biosynthese als Chemosynthese bezeichnet, in Anlehnung an Photosynthese. Viele chemolithotrophe Organismen nutzen zur CO2-Assimilation den Calvin-Zyklus, andere nutzen ganz andere Stoffwechselwege.

## Begriffliches und Historisches

### Ernährung, Kohlenstoffquelle
Bis weit ins 20. Jahrhundert teilte die Wissenschaft die Welt der Lebewesen bezüglich ihrer Ernährungsweise in zwei Kategorien: Tiere und Pflanzen. Über deren Ernährung war erstens klar:
- Tiere (neben verschiedenen anderen Lebewesen) sind "in der Ernährung auf Körpersubstanz oder Stoffwechselprodukte anderer Organismen angewiesen". Das wird als Heterotrophie bezeichnet.
- Pflanzen beziehen ihre Nahrung nicht von anderen Organismen, ihr Baustoffwechsel wird deshalb als Autotrophie bezeichnet.

Später wurde erkannt, weshalb das so ist: Pflanzen sind autotroph, weil sie ihren Kohlenstoff-Bedarf für das Wachstum aus Kohlenstoffdioxid decken, das unter anderem in der Luft vorhanden ist. Sie betreiben Kohlenstoff-Assimilation durch CO2-Fixierung und -Reduktion. Autotrophie ist eine Fähigkeit, die heterotrophen Organismen fehlt.

### Energie
Pflanzen brauchen Licht für ihr Wachstum, also nichts "Stoffliches". Es war daher lange die Frage, welche Rolle Licht bei der (pflanzlichen) Ernährung spielt. Dennoch verwendete man die Bezeichnung
- Phototrophie, "Ernährung" durch Licht.

Bei diesem Stand der Erkenntnis konnten die Bezeichnungen Autotrophie und Phototrophie noch synonym verwendet werden, und einige Biologielehrbücher tun das bis heute. Tatsächlich bezeichnet jedoch Heterotrophie die Kohlenstoffquelle, Phototrophie aber die Energiequelle. Als klar wurde, dass es bei Phototrophie um Energie geht, die bei phototrophen Organismen aus Licht gewonnen wird, wurde noch ein Begriff geprägt:
- Chemotrophie. Chemotrophe Organismen können Licht nicht als Energiequelle nutzen, sondern gewinnen ihre Energie nur aus chemischer Umwandlung von Stoffen, die sie aus ihrer Umgebung aufnehmen. Phototrophie ist eine Fähigkeit, die chemotrophen Organismen fehlt.

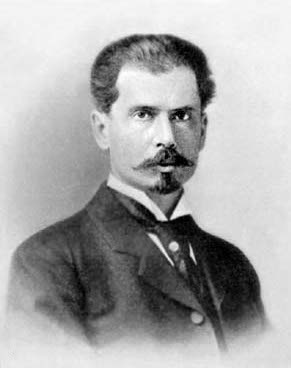
Sergei Nikolajewitsch Winogradski

Die scheinbar sinnvolle Einteilung der Lebewesen in phototrophe und heterotrophe Organismen brachte der Mikrobiologe und Pflanzenphysiologe Sergei Nikolajewitsch Winogradski (1856–1953) ins Wanken. Er entdeckte nämlich Bakterien, die im Dunkeln in Medien wachsen, die nur anorganische Verbindungen enthalten. Diese merkwürdigen Lebewesen sind weder phototroph noch heterotroph. Sie vertragen kein Licht, sind aber eindeutig autotroph und nicht heterotroph und sie assimilieren CO2 als einzige Kohlenstoffquelle. Viele dieser Organismen können auf Nährmedien mit organischen Stoffen nicht wachsen, weil durch sie ihr Wachstum gehemmt wird. Sie brauchen ganz bestimmte anorganische Stoffe, aus deren chemischer Umsetzung sie Energie gewinnen können. Beispiele: Ammoniak plus Sauerstoff (unter anderen Nitrosomonas), Wasserstoff plus Sulfat (unter anderen Desulfovibrio).
- Den Energiestoffwechsel dieser Organismen, die sich „lithotroph“ (wörtlich übersetzt: "Steine fressend") ernähren, bezeichnete Winogradsy als "Anorgoxidation". Inzwischen bezeichnet man die "Ernährungsweise" der Organismen, die ihre Energie aus einer chemischen Reaktion gewinnen und gleichzeitig ihr Körpermaterial durch Assimilation von CO2 aufbauen, als Chemo-autotrophie.

Zu dieser Zeit prägte man schon den Begriff Lithotrophie. Aber damals war noch nicht klar, dass diese Organismen die anorganischen "Nährstoffe" nicht nur zur Energiegewinnung nutzen. Die anorganischen Reduktionsmittel nutzen sie nämlich noch für einen anderen Stoffwechselweg, dessen grundsätzliche Bedeutung erst später erkannt wurde.

### Elektronendonor
Autotrophe Lebewesen benötigen nicht nur eine Energiequelle und eine Kohlenstoffquelle, weil die Assimilation von CO2 als Kohlenstoffquelle  auch ein Reduktionsmittel, nämlich NADPH, erfordert, um das CO2 in Zellmaterial umzuwandeln. NADPH wird dabei verbraucht (Oxidation zu NADP+) und für seine Regenerierung  benötigen autotrophe Organismen nicht nur Energie, sondern auch einen Elektronendonor. Pflanzen nutzen dafür Wasser, das dabei zu O2 oxidiert wird. Bei Prokaryoten gibt es zudem noch photosynthetische Organismen, die nicht Wasser, sondern andere anorganische Stoffe als Elektronendonor nutzen, beispielsweise Schwefelwasserstoff oder Nitrit, oder einige organische Stoffe.
Winogradskys Organismen, die im Dunkeln CO2 assimilieren, nutzen zur Regenerierung von NADPH den Elektronendonor, den sie auch für die Redoxreaktion nutzen, aus der sie Energie gewinnen.
Nach dem verwendeten Elektronendonor für die NADP-Regeneration unterteilt man in
- Lithotrophie: ein Stoffwechsel, bei dem anorganische Stoffe als Elektronendonoren für die NADPH-Regenerierung genutzt werden. Dafür benötigen lithotrophe Lebewesen meistens Energie (außer im Falle von H2).
- Organotrophie: ein Stoffwechsel, bei dem organische Stoffe für die NADP-Regeneration genutzt werden. Organotrophe Lebewesen sind nicht in der Lage, anorganische Elektronendonoren zu verwenden, ihnen fehlt also die Fähigkeit zur Lithotrophie.

### Begriffliche Klarstellungen
- Lithotrophie bedeutet nicht, dass solche Organismen ihre Energie aus der Reaktion anorganischer Verbindungen beziehen. Pflanzen sind auch lithotroph.
- Organotrophe Organismen unterscheiden sich nicht darin, welche organischen Verbindungen sie zur Energiegewinnung nutzen, sondern wie sie NADPH regenerieren. Es gibt phototrophe Bakterien, die organische Elektronendonatoren zur NADPH-Regeneration nutzen.
- Phototrophie bedeutet nicht, dass solche Organismen autotroph sind. Es gibt Organismen, die Licht zur Energiegewinnung nutzen, aber keine CO2-Assimilation betreiben können.
- Chemotrophe Organismen unterscheiden sich darin, welche chemischen Verbindungen sie zur Energiegewinnung nutzen. Ob sie lithotroph oder autotroph sind, hat mit ihrer Energiegewinnung nichts zu tun.